# مدل فرایند هنجاری‌سازی
مدل فرایند هنجاری‌سازی (به انگلیسی: Normalization process model) یک مدل جامعه‌شناختی است که توسط کارل آر. می (زاده ۱۹۶۱) جامعه‌شناس بریتانیایی توسعه یافته و پذیرش فناوری‌های جدید در مراقبت‌های بهداشتی را توصیف می‌کند.
این مدل چارچوبی را برای ارزیابی فرایند با استفاده از سه مولفه فراهم می‌کند: ۱. کنشگران، ۲. اشیاء، ۳. زمینه‌ها.
که در چهار ساختار مقایسه می‌شوند: ۱. کارایی تعاملی، ۲. ادغام رابطه‌ای، ۳. قابلیت کار با مجموعه مهارت، ۴. ادغام متنی. این مدل به ساخت نظریه فرایند هنجاری‌سازی کمک کرد.

## توسعه
مدل فرایند هنجاری‌سازی یک نظریه است که توضیح می‌دهد چگونه فناوری‌های جدید در کار مراقبت‌های بهداشتی جاسازی شده‌اند. این مدل توسط کارل آر. می و همکارانش، و یک نظریه پایه در جامعه‌شناسی پزشکی و مطالعات علم و فناوری (STS)، بر اساس پژوهش کیفی مشتق تجربی است. کارل می این مدل را پس از حضور در پژوهش‌های کمیته بهداشت مجلس عوام بریتانیا در مورد فناوری‌های جدید پزشکی در NHS در سال ۲۰۰۵، توسعه داد. او پرسید چگونه فن‌آوری‌های جدید به‌طور معمول جاسازی و تلقی می‌شوند، در کارهای روزمره، با توجه به افزایش روزافزون سازمان و قانون‌گذاری مراقبت سلامت. این مدل تعبیه را با نگاه کردن به کاری که مردم انجام می‌دهند تا آن را ممکن کنند، توضیح می‌دهد.
این مدل نظریه‌ای در جامعه‌شناسی است که به خوبی با رویکردهای کلان نوآوری مانند نظریه اشاعه نوآوری که توسط اورت راجرز ایجاد شده‌است، مطابقت دارد. اگر چه مدل فرایند عادی سازی محدوده به تنظیمات مراقبت‌های بهداشتی محدود است کار اخیر می و همکارانش منجر به توسعه نظریه فرایند هنجاری‌سازی شده‌است که یک نظریه عمومی جامعه‌شناختی پیاده‌سازی و ادغام نوآوری‌های فناورانه و سازمانی. نظریه فرایند هنجاری‌سازی اکنون جایگزین مدل فرایند هنجاری‌سازی محدودتر شده‌است.
مدل فرایند هنجاری‌سازی چارچوبی برای ارزیابی فرایند و همچنین برای مطالعات تطبیقی مداخلات پیچیده، به ویژه کارآزمایی تصادفی کنترل‌شده فراهم می‌کند. کارآزمایی‌های بالینی و سایر ارزیابی‌های مداخلات مراقبت‌های بهداشتی اغلب بر روابط پیچیده بین بازیگران، اشیاء و زمینه‌ها تمرکز می‌کنند و یک مدل تبیینی ساده را ایجاد می‌کنند که به خوبی با چارچوب‌های دیگر مطابقت دارد، ابزاری ضروری برای پژوهشگران خدمات بالینی و سلامت است. در مدل فرایند هنجاری‌سازی، یک مداخله پیچیده به عنوان تلاشی عمدی آغاز شده برای معرفی یا اصلاح الگوهای فعلی کنش جمعی در مراقبت‌های بهداشتی تعریف می‌شود.

### اجزاء
یک مداخله پیچیده دارای سه نوع جزء است:
۱. «کنشگران» افراد و گروه‌هایی هستند که در مراکز مراقبت‌های بهداشتی با یکدیگر روبرو می‌شوند.
- آنها می‌توانند شامل پزشکان، سایر متخصصان سلامت، مدیران، بیماران و اعضای خانواده آنان باشند.
- هدف مداخلات با هدف کنشگران اغلب تغییر رفتار افراد و نتایج مورد نظر آن است.

۲. «اشیاء» ابزاری هستند که به‌طور سازمانی مورد تأیید قرار می‌گیرند که دانش و عمل به وسیله آنها اعمال می‌شود.
- آنها می‌توانند شامل رویه‌ها، پروتکل‌ها، سخت‌افزار و نرم‌افزار باشند.
- اهداف مداخلات با هدف اشیا اغلب شامل تغییر تخصص و کنش‌های افراد است.

۳. «زمینه‌ها» ساختارهای فیزیکی، سازمانی، نهادی و قانونی هستند.
- آنها افراد را قادر، رویه‌ها را محدود و منابع را محقق می‌سازند.
- اهداف مداخلات با هدف زمینه‌ها اغلب تغییر روش‌هایی است که افراد کار خود را برای دستیابی به مقاصدی در مراقبت‌های بهداشتی (یا سایر خدمات) سازماندهی می‌کنند.

#### ساختار
مدل فرایند هنجاری‌سازی برای ترویج یا مهار عملیاتی‌سازی و تعبیه مداخلات پیچیده، تعبیه مداخلات پیچیده را با ارجاع به چهار ساختار کنش جمعی توضیح می‌دهد که بصورت نظریه دقیق و صحیح نشان داده شده‌است: ۱. کارایی تعاملی، ۲. ادغام رابطه ای، ۳. قابلیت کار با مجموعه مهارت ۴. ادغام متنی
۱. کارایی تعاملی: توضیح می‌دهد که چگونه یک مداخله پیچیده توسط افرادی عملیاتی می‌شود که از آن استفاده می‌کنند.
- یک مداخله پیچیده بر همکاری تعامل بر کار (همخوانی آن) و الگوی هنجاری نتایج این کار (دفع آن) تأثیر می‌گذارد.
- بنابراین: یک مداخله پیچیده در صورتی که مزیت تعاملی را در انجام انعطاف‌پذیری هماهنگی و دفع کار به ارمغان آورد، در معرض هنجاری‌سازی قرار می‌گیرد.

۲. ادغام رابطه‌ای: توضیح می‌دهد که چگونه دانش و کار در شبکه‌های اجتماعی افراد اطراف آن واسطه و درک می‌شود.
- یک مداخله پیچیده نه تنها بر دانش مورد نیاز کاربران (مسئولیت‌پذیری آن) بلکه بر روش‌هایی که آنها از اعمال افراد اطراف خود درک می‌کنند (اعتماد به آن) نیز تأثیر می‌گذارد.
- بنابراین: یک مداخله پیچیده اگر برابر یا بهبود پاسخگویی و اعتماد در شبکه‌ها باشد، در معرض هنجاری‌سازی قرار می‌گیرد.

۳. کارایی مجموعه مهارت: توزیع و انجام کار را در تقسیم کار توصیف می‌کند.
- یک مداخله پیچیده بر روش‌های تعریف و توزیع کار (تخصیص آن) و روش‌های انجام و ارزیابی آن (عملکرد آن) تأثیر می‌گذارد.
- بنابراین: اگر یک مداخله پیچیده به یک مجموعه مهارت توافق شده در یک مکان قابل تشخیص در تقسیم کار کالیبره شود، در معرض هنجاری‌سازی قرار می‌گیرد.

۴. ادغام متنی: به ادغام کار در یک محیط سازمان اشاره دارد.
- یک مداخله پیچیده بر مکانیسم‌هایی تأثیر می‌گذارد که کار را به ساختارها و رویه‌های موجود (اجرای آن) و تخصیص و سازماندهی منابع برای آنها (تحقق آن) مرتبط می‌کند.
- بنابراین: یک مداخله پیچیده در صورتی در معرض هنجاری‌سازی قرار می‌گیرد که برای سازمان در اجرای انعطاف‌پذیر و تحقق کار مزیت ایجاد کند.